# Bạc hà lá tròn
Bạc hà lá tròn (Mentha rotundifolia) là một loài thực vật có hoa trong họ Hoa môi. Loài này được (L.) Huds. mô tả khoa học đầu tiên năm 1762.